# Імамат
Імамат (араб. إمامة‎, латиніз. Imāmah) — інститут верховного керівництва мусульманською спільнотою в якому поєднуються світська і духовна влада.
Саме проблема влади привела мусульманську спільноту, а пізніше й увесь мусульманський світ до розколу на сунітів і шиїтів. Відмінність у трактуванні природи влади оформилось з часом у дві принципово відмінні доктрини верховної влади. Вчення про імамат стало одним з основоположних догматів шиїтського ісламу. Принципова відмінність шиїтського трактування імамату від сунітського та хариджитського полягає в тому, що шиїти проголосили імамат «божественною установою», що не залежить від бажання людей і належить виключно роду Алі

## Імамат у сунітському розумінні
За значенням поняття «імамат» наближається до поняття «халіфат». Халіф-імам повинен забезпечувати дію законів шаріату, правопорядок, а також захист і безпеку всіх громадян держави

## Шиїтське вчення про імамат
Основні докази необхідності імамату, його божественної природи і його належності роду Алі та Фатіми шиїтські богослови брали з Корану і хадисів, вдаючись при цьому до алегоричного трактування деяких коранічних висловів. Уявлення шиїтів про духовну владу витікало з уявлень про продовження божественного керівництва спільнотою через Алідів, до яких перейшла «божественна субстанція». Ідея божественної природи верховної влади, яку досі проповідують шиїти, в різний час сприймалась у різних формах — від «проникнення божественного світла» у рід Алі до прямого обожнення Алі та його нащадків. Ідеї обожнення Алідів проповідували в основному «крайні» шиїти, тоді як самі алідські імами заперечували ці ідеї та гостро засуджували їх проповідників. Заперечуючи пряме обожнення імамів шиїти (окрім зейдитів) фанатично захищали «божественну сутність» імамату. Під впливом різних історичних обставин у середовищі шиїтів виникли численні спільноти, що проповідували теорії тимчасового припинення, «зупинки» імамату, «зникнення» чи «прихованого стану» останнього імама, «повернення» очікуваного імама як махді тощо. Кожна з шиїтських гілок (зейдити, ісмаїліти, імаміти), а також «крайні» шиїти, відстоювали право на імамат свого претендента, вносили до вчення про імамат свої уявлення. Це все призвело до догматичних розбіжностей всередині шиїтського ісламу.
Починаючи з ХІ ст. шиїтський іслам розвивався під впливом ідей античної філософії, особливо неоплатонізму. Визнавши первинною силою Світовий Розум, а його еманацією — Світову Душу, шиїти перенесли ці космічні засади на земне життя, створивши на землі символічну копію космосу. У цій системі пророк Мухаммед став розглядатися як «досконала людина», носій організуючої та керуючої сили, людська іпостась Світового Розуму, а імам — як людська іпостась Світової Душі, духовний вождь людства. З перемогою шиїтської династії Сефевідів у Ірані (на початку XVI ст.) доктрина імамату отримала подальший розвиток. Безперервний ряд імамів був визнаний носієм передвічного божественного світла керівництва, дуже важливою космічною силою, що є самостійним джерелом творіння. Згідно з цією доктриною, імами як особи існують абсолютно незалежно від вічного божественного світла імамату